# 6894 Macreid
A 6894 Macreid (ideiglenes jelöléssel 1986 RE2) a Naprendszer kisbolygóövében található aszteroida. Eleanor F. Helin fedezte fel 1986. szeptember 5-én.